# Мухарка лісова
Мухарка лісова (Fraseria ocreata) — вид горобцеподібних птахів родини мухоловкових (Muscicapidae). Мешкає в Західній і Центральній Африці.

## Опис
Довжина птаха становить 18 см. Вага 28-42 г (номінативний підвид) і 30-32 г (підвид F. o. prosphora). Голова і верхня частини тіла у самців номінативного підвиду темно-сірі, лоб і тім'я чорні, нижня частина тіла біла. Груди і боки поцятковані темно-сірими плямами у формі півмісяця.

## Підвиди
Виділяють три підвиди:
- F. o. kelsalli Bannerman, 1922 — південно-західна Гвінея і Сьєрра-Леоне;
- F. o. prosphora Oberholser, 1899 — від Ліберії до Гани;
- F. o. ocreata (Strickland, 1844) — від Нігерії до Уганди, центральних районів ДР Конго і північної Анголи, на острові Біоко.

## Поширення і екологія
Лісові мухарки живуть в рівнинних вологих тропічних лісах на висоті до 1600 м над рівнем моря.